# SeaWorld San Diego
SeaWorld San Diego es un parque temático localizado en San Diego, California. El parque es propiedad de Busch Entertainment Corporation, una división de Anheuser-Busch.

## Historia

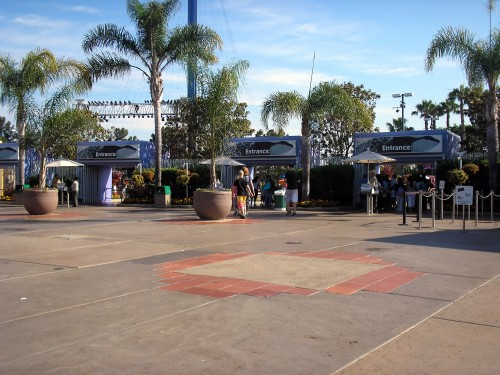
Entrada.

SeaWorld fue fundada en 1964 por cuatro graduados de la Universidad de California Los Ángeles (UCLA). Originalmente, ellos habían considerado construir un restaurante debajo del agua, aunque técnicamente esta idea no era viable, y el concepto cambió a un parque acuático zoológico de 22 acres a lo largo de la costa de Mission Bay en San Diego. Con una inversión inicial de 1,7 millones de dólares, 45 empleados, varios delfines, leones marinos, y dos acuarios de agua de mar, SeaWorld atrajo a más de 400.000 visitantes durante su primer año.
En los primeros años, el parque estaba como una asociación privada. En 1968, SeaWorld se volvió una empresa pública, permitiendo que la empresa creciera. En 1970, un segundo parque SeaWorld fue construido en Aurora, Ohio, cerca de Cleveland. Luego se construyó otro parque en Orlando, Florida en 1973, y en 1988 abrió el parque más grande, en San Antonio, Texas. Harcourt Brace Jovanovich, Inc. (HBJ), era propietario y operó el SeaWorld desde 1976 a 1989. Anheuser-Busch Companies, Inc. compró el parque SeaWorld de HBJ en noviembre de 1989. Ahora los parques son propiedad y operados por Busch Entertainment Corporation (BEC), una de las compañías de Anheuser-Busch.

## Véase también

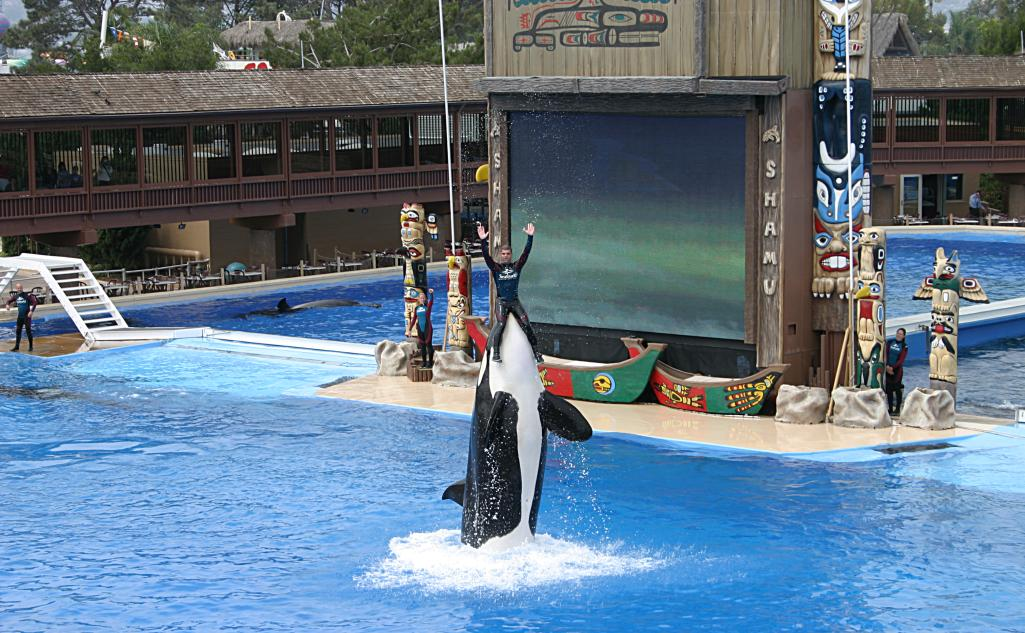
Kasatka haciendo "La Aventura Shamu". La etapa en el Estadio Shamu ha sido rediseñado para acomodar a más personas para el show "Believe" o Creer. (5 de julio de 2004)